# 아즈마 히로키 (축구 선수)
아즈마 히로키(일본어: 東 博樹, 1966년 7월 10일 ~ )는 일본의 전 축구 선수이다.

## 구단 경력
1989년 일본 사커 리그의 마쓰시타 전기(감바 오사카)에 입단했다. 1994년 요코하마 플뤼겔스로 이적했다. 1996년 재팬 풋볼 리그의 비셀 고베로 이적했다. 1996년 재팬 풋볼 리그 준우승으로 J1리그로 승격했다. 1997년후 현역 은퇴.